# Luciano Scarpa
Luciano Scarpa (Caserta, 23 dicembre 1970) è un attore italiano.

## Filmografia

### Cinema
- A casa di Irma, regia di Alberto Bader (1999)
- El Alamein - La linea del fuoco, regia di Enzo Monteleone (2002)
- Le quattro porte del deserto, regia di Antonello Padovano (2004)
- Tutto in quella notte, regia di Franco Bertini (2004)
- Ora e per sempre, regia di Vincenzo Verdecchi (2004)
- La vita è breve ma la giornata è lunghissima, regia di Lucio Pellegrini e Gianni Zanasi - documentario (2004)
- 69 prima, regia di Franco Bertini (2004)
- Bonjour Michel, regia di Arcangelo Bonaccorso (2005)
- Non pensarci, regia di Gianni Zanasi (2007)
- All Human Rights for All (2008)
- L'ultima sentinella, regia di Susanna Nicchiarelli - documentario (2008)
- Cosmonauta, regia di Susanna Nicchiarelli (2009)
- Interferenza, regia di Alessandro Capitani e Alberto Mascia (2009)
- L'uomo dei sogni, regia di Alessandro Capitani (2010)
- Cara, ti amo..., regia di Gian Paolo Vallati (2011)
- Aspirante vedovo, regia di Massimo Venier (2013)
- Beata ignoranza, regia di Massimiliano Bruno (2017)
- Si muore tutti democristiani, regia de Il Terzo Segreto di Satira (2018)
- Sono sempre io, regia di Franco Bertini (2018)
- Diabolik sono io, regia di Giancarlo Soldi - documentario (2019)
- Mancino naturale, regia di Salvatore Allocca (2021)
- L'amor Fuggente, regia di Davide Lomma (2023)
- L'ultima settimana di settembre, regia di Gianni De Blasi (2024)

### Televisione
- Ricominciare, regia di Vincenzo Verdecchi (1999)
- Per amore per vendetta, regia di Mario Caiano - film TV (2001)
- Un posto al sole 6, regia di Mario Caiano - soap opera (2001)
- Marcinelle, regia di Andrea Frazzi, Antonio Frazzi (2003)
- Carabinieri - Sotto copertura, regia di Raffaele Mertes - film TV (2005)
- Padri e figli, regia di Gianni Zanasi - miniserie TV (2005)
- Mitiko, regia di Gianni Zanasi (2006)
- R.I.S. 2 - Delitti imperfetti, regia di Alexis Sweet - serie TV, 10 episodi (2006)
- Giovanni Falcone - L'uomo che sfidò Cosa Nostra, regia di Andrea Frazzi, Antonio Frazzi - film TV (2006)
- Non pensarci, regia di Gianni Zanasi (2007)
- Crimini bianchi, regia di Alberto Ferrari (2008)
- Tutti pazzi per amore, regia di Riccardo Milani - serie TV, episodio 1x09 (2009)
- La scelta di Laura, regia di Alessandro Piva - serie TV, episodio 1x01 e 1x02 (2009)
- Mia Madre, regia di Ricky Tognazzi - miniserie TV (2010)
- Applausi e sputi, regia di Ricky Tognazzi (2012)
- Il caso Enzo Tortora - Dove eravamo rimasti?, regia di Ricky Tognazzi - film TV (2012)
- Benvenuti a tavola - Nord vs Sud, regia di Lucio Pellegrini - serie TV, episodi 2x10 e 2x12 (2013)
- Una mamma imperfetta, regia di Ivan Cotroneo (2013)
- Il Natale della mamma imperfetta, regia di Ivan Cotroneo - film TV (2013)
- Il tredicesimo apostolo: La rivelazione, regia di Alexis Sweet- serie TV, episodio 2x10 (2014)
- Una pallottola nel cuore 2, regia di Luca Manfredi - serie TV (2016)
- Sirene (nella telenovela Colpi di cuore trasmessa in Tv) - serie TV (2017)
- Immaturi - La serie, regia di Rolando Ravello - serie TV (2018)
- Baby, regia di Andrea De Sica e Anna Negri - serie TV (2018-2019)
- I ragazzi dello Zecchino d'Oro, regia di Ambrogio Lo Giudice - film TV (2019)
- Il commissario Montalbano - serie TV, episodio: Salvo amato, Livia mia (2020)
- I cacciatori del cielo, regia di Mario Vitale (2023)
- Un'estate fa, regia di Marta Savina – miniserie TV, episodio 6 (2023)

### Cortometraggi
- Vera, regia di Riccardo Giudici (1996)
- La vita segreta dei lemuri, regia di Riccardo Giudici (1998)
- Ritratto di Signora, regia di Riccardo Giudici (2000)
- Io stavo col Libanese, regia di J. Caltagirone
- Il produttore, regia di Gabriele Mainetti (2004)
- Giovanna Z., una storia d'amore, regia di Susanna Nicchiarelli (2005)
- Un refolo, regia di Giovanni Arcangeli (2005)
- L'uomo dei sogni, regia di Alessandro Capitani e Alberto Mascia (2010)
- Papà, regia di Emanuele Palamara (2011)
- Pall al matt', regia di Jonathan Soverchia (2012)
- Buonesempio, regia di Emiliano Corapi (2015)

### Webserie
- Il prete, regia di Andrea Piretti (2017)

## Teatro
- Penthesilea di Heinrich von Kleist, regia di Lorenzo Salveti, prodotto dai Giardini della Filarmonica di Roma (1993)[1]
- Il Calapranzi di Harold Pinter, regia di Pierpaolo Sepe (1996)[2]
- Pene d'amor perdute di William Shakespeare, regia di Marco Carniti[2]
- Sleeping Around di H. Fannin, S.Greenhorn, A. Morgan, M. Ravenhill, regia di Marco Carniti,prodotto da Teatro Colosseo (1999)[3]
- Mojo di Jon Butterworth, regia di Nicola Zavagli,  prodotto da Intercity Festival di Barbara Nativi[2]
- Cleansed di Sarah Kane, regia di Ivan Talijancic[2]
- Han Shan di Jack Kerouac, regia di Massimo Giovara[4]
- I rifiuti, la città e la morte di Rainer Werner Fassbinder, regia di Elio De Capitani[2]
- Romeo e Giulietta di William Shakespeare, regia di Serena Sinigaglia[5]
- La bottega del caffè di Rainer Werner Fassbinder, regia di Elio De Capitani[2]
- Caligola di Albert Camus, regia di Elio De Capitani[2]
- Amleto di William Shakespeare, regia di Elio De Capitani[2]
- Il Natale di Harry di Steven Berkoff, regia di Luciano Scarpa[2]
- Romeo e Giulietta di William Shakespeare, regia di Lorenzo Salveti, prodotto da Festival dei 2 Mondi di Spoleto (2010)[1]
- Agamennone e Oreste di Vittorio Alfieri, regia di M. Ferrero[2]
- Il silenzio di Harold Pinter, regia di Massimiliano Farau[2]
- Tre sorelle di Anton Čechov, regia di Filippo Gili (2006)[6]
- Girotondo di Arthur Schnitzler, regia di Paolo Sassanelli (2010-2012)[2]
- Johnny Pandoro, di Daniele Prato, regia di Daniele Prato, prodotto da Compagnia REP (2012)[2]
- Servo per due (One Man, Two Guvnors) di Richard Bean, regia di Paolo Sassanelli e Pierfrancesco Favino, prodotto da Compagnia Gli Ipocriti (2013-2016)[2]
- La leggenda del Favoloso Django Reinhardt di Paolo Sassanelli, Luciano Scarpa e Bianca Melasecchi, regia di Paolo Sassanelli, prodotto da Compagnia Rep Gruppo Danny Rose (2014-2017)[7]
- Il Signor Puntila e il suo servo Matti (2018) regia Ferdinando Bruni e Francesco Frongia, Teatro dell'Elfo
- The Deep Blue Sea (2019) regia Luca Zingaretti, Zocotoco
- Laramie Project (2020) regia Ferdinando Bruni e Francesco Frongia, Teatro dell'elfo
- Magnifica presenza di e regia di Ferzan Özpetek, prodotto da Nuovo Teatro in coproduzione con Fondazione Teatro della Toscana (2024)

## Premi e riconoscimenti
- Nastri d'argento 2005 - Miglior attore nella sezione cortometraggi